# Muro de Thiers
O Muro de Thiers ou Recinto de Thiers (francês: Mur de Thiers, Enceinte de Thiers) foi um muro que cercou a cidade de Paris, França.

## História

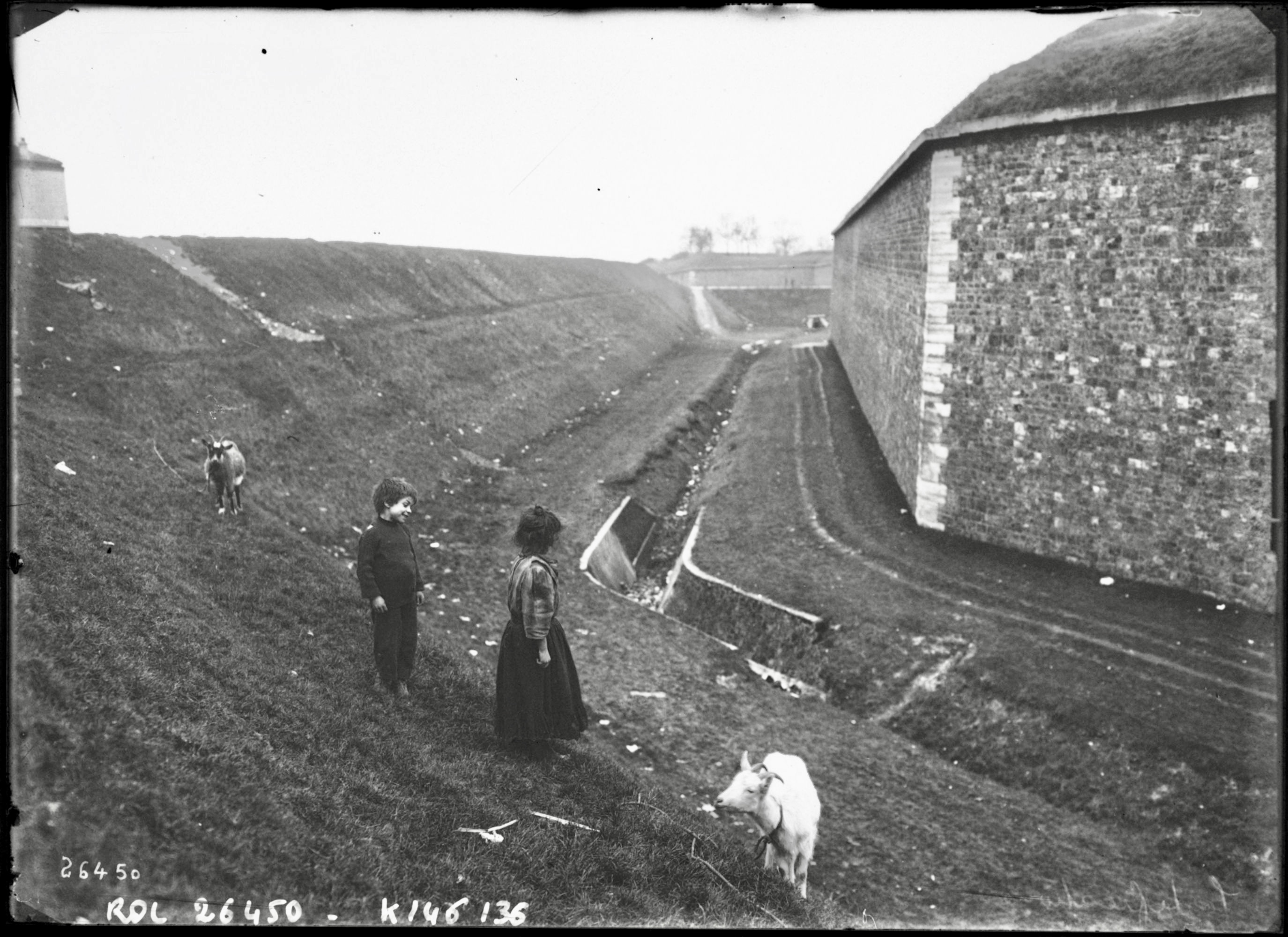
Detalhe da muralha, do fosso e dos taludes de defesa.

O muro de Thiers foi a última das muralhas de Paris. Era um recinto construído entre 1841 e 1844 sob uma lei promulgada pelo governo do primeiro-ministro francês, Adolphe Thiers.
Luís Filipe, proclamado rei dos franceses em 1830, estava convencido de que a chave para a defesa nacional consistia em manter Paris de cair muito facilmente nas mãos de exércitos estrangeiros como em 1814. Assim ele concebeu o projeto de construir em torno da capital um recinto de fortificações que faria a cidade inexpugnável. Um primeiro esboço foi apresentado à Câmara dos Deputados no início de 1833 pelo  marechal Soult, presidente do Conselho e ministro da Guerra. Ele imediatamente criou uma resistência muito forte da parte da esquerda, cujos falantes suspeitaram - ou fingiram suspeitar - a partir do governo de motivos ocultos da política interna: diziam que as fortificações foram realmente projetadas não para defender a França, mas para ameaçar os parisienses no caso de virem a se revoltar contra o poder real.
O orçamento para a construção do recinto é atribuído em 1841. As fortificações foram concluídas em 1844.
Na sua construção, as fortificações incluem não somente Paris, mas também a totalidade ou parte de um anel de comunas em torno da capital: Montmartre, La Villette, Belleville, Charonne, Bercy, Montrouge, Vaugirard, Auteuil, Passy e Batignolles-Monceau. Com a sua anexação em 1860, Paris estende seus limites diretamente ao recinto de Thiers.
O recinto torna-se obsoleto a partir do final do século XIX por causa da escala maior de artilharia, especialmente a do exército alemão em 1871. Seu desmantelamento estava previsto desde 1882. "La Zone" ("A Zona") foi pouco a pouco ocupada por construções não autorizadas e moradias de cerca de 30.000 pessoas no início do século XX.
As fortificações foram destruídas a partir de 1919. Seus locais são os primeiros em terrenos baldios, que foram reabilitados gradualmente a partir dos 1930 pela construção de habitações sociais (o HBM), equipamentos esportivos e parques.
A forma dos bastiões antigos é encontrada em vários lugares na topologia da estrada neste espaço.
Cobriu 7.802 hectares (19.280 acres), ao longo dos "Boulevards des Maréchaux" (Boulevards des Maréchaux) de hoje. Uma área inclinada para fora da parede, chamada de glacis ou talude, se estendeu para fora do muro de Thiers até o local do hoje Boulevard Périphérique. O muro foi demolido em estágios entre 1919 e 1929.

## Vestígios

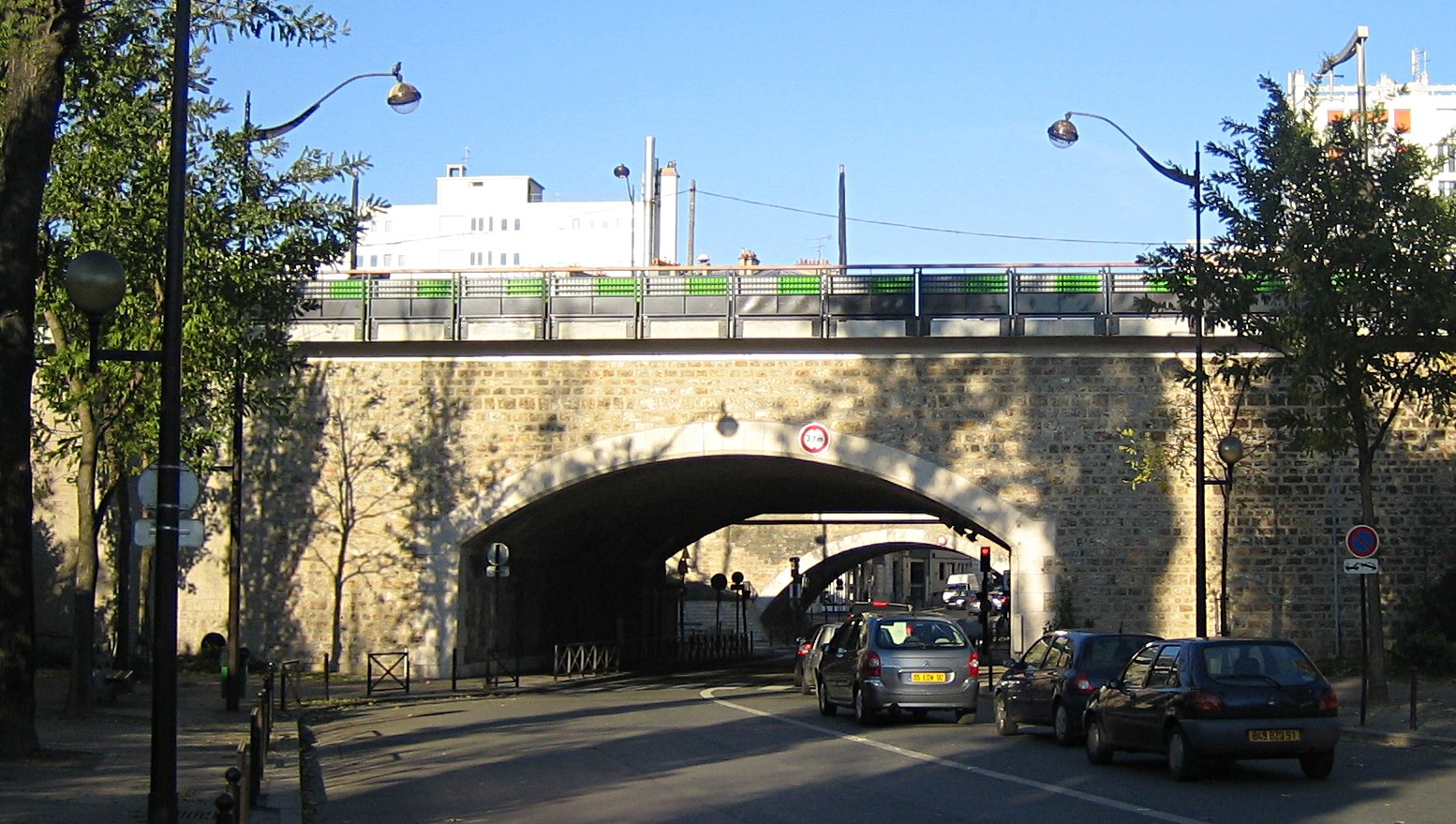
A Poterne des Peupliers, um dos vestígios do muro de Thiers.

Alguns vestígios do recinto de Thiers permanecem visíveis, entre os quais:
- A Poterne de Peupliers, em que o Bievre entrava em Paris antes da sua canalização.
- O Bastião nº 1, atualmente localizado junto ao intercâmbio da Porte de Bercy
- O Bastião nº 44 e o muro atrás dos ateliers Berthier, rue André-Suarès
- O Bastião nº 45 no jardin Claire-Motte, rue Albert-Roussel[2]
- Um muro ao 28 Porte de de la Villette
- Parte da Porte de Arcueil
- Alguns vestígios dentro do parc Kellermann
- Um resto de Bastião nº 82 na fondation Deutsch de la Meurthe